# Tsotsi
Tsotsi (ang. Thug) – południowoafrykański dramat filmowy z 2005 roku w reżyserii Gavina Hooda. Zdobywca Oscara dla najlepszego filmu nieanglojęzycznego. Akcja filmu osadzona jest w realiach RPA. Film oparty jest na powieści Tsotsi Athola Fugarda.

## Obsada

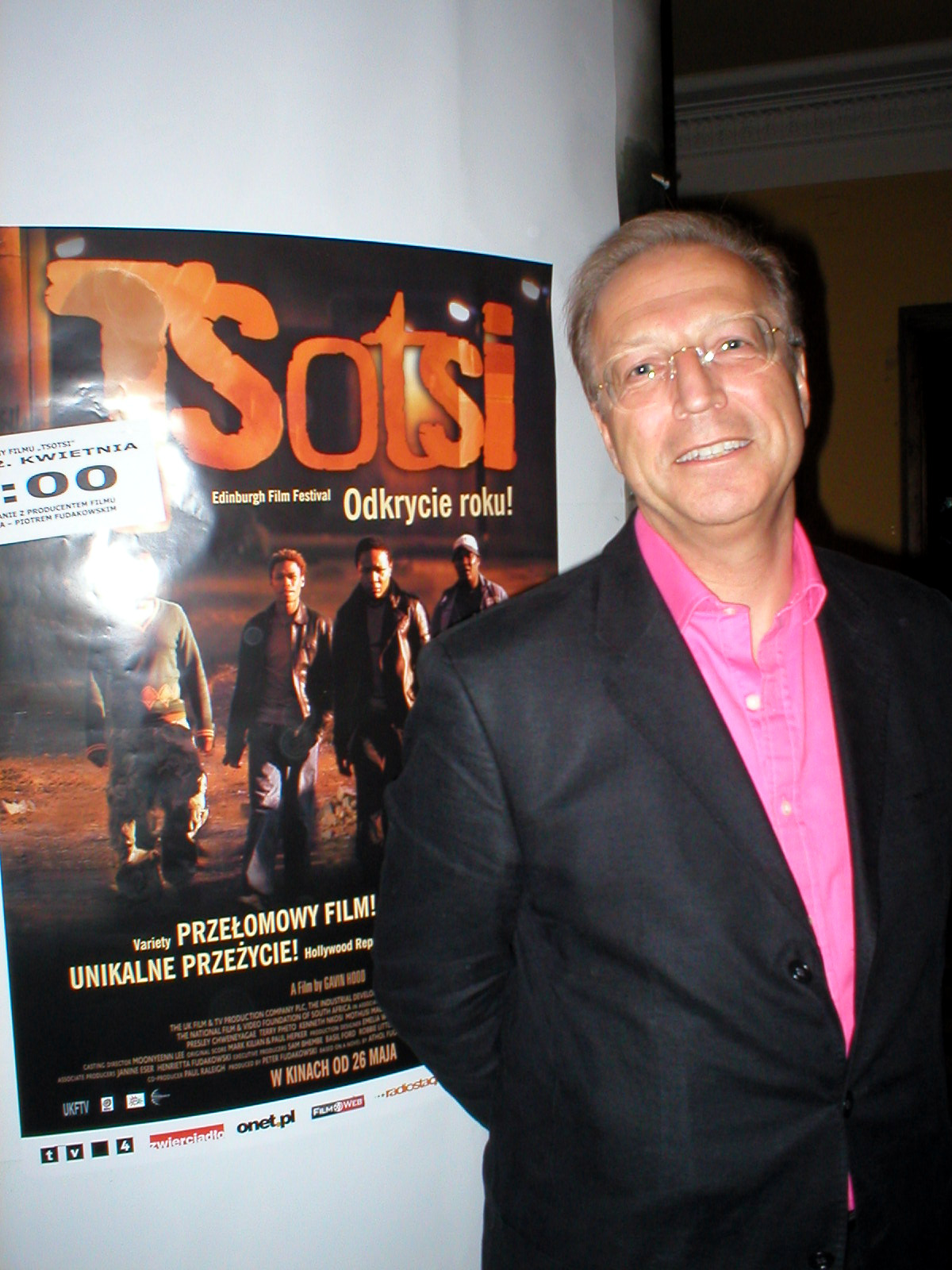
Producent filmu obok plakatu

- Presley Chweneyagae – Tsotsi
- Mothusi Magano – Boston
- Israel Makoe – ojciec Tsotsiego
- Percy Matsemela – sierżant Zuma
- Jerry Mofokeng – Morris
- Benny Moshe – młody Tsotsi
- Nambitha Mpumlwana – Pumla Dube
- Zenzo Ngqobe – Butcher
- Kenneth Nkosi – Aap
- Thembi Nyandeni – Soekie
- Terry Pheto – Miriam
- Ian Roberts – kapitan Smit
- Rapulana Seiphemo – John Dube
- Owen Sejake – Gumboot Dlamini
- Zola – Fela